# Too Much Happiness Makes Kids Paranoid
Too Much Happiness Makes Kids Paranoid è il primo album in studio del gruppo musicale Linea 77, pubblicato nel novembre 1998 dalla Collapse Records.

## Descrizione
Le sonorità del disco sono molto influenzate dallo stile del gruppo nu metal statunitense Deftones (il brano Nosedive è un riferimento a quest'ultimo gruppo ed in particolare al loro brano Nosebleed, presente in Adrenaline).
Tra i dieci brani presenti nell'album sono presenti Meat, per il quale è stato realizzato un videoclip nel febbraio 1998, una reinterpretazione di Walk like an Egyptian dei The Bangles e due brani cantati esclusivamente in lingua italiana: 90° e Tutto quello che ho sempre voluto.

## Pubblicazione
L'album è stato pubblicato inizialmente in Italia nel novembre 1998 dalla Collapse Records, etichetta discografica indipendente milanese. In seguito al successo ottenuto, molte etichette discografiche mostrarono interesse per il gruppo, tra cui la Earache Records, che offrì loro un contratto e una distribuzione internazionale. Too Much Happiness Makes Kids Paranoid venne pertanto ripubblicato in versione rimasterizzata e con una nuova copertina nell'aprile 2000.
Il 20 gennaio 2006 la Earache annunciò una riedizione dell'album per il 27 marzo 2006, caratterizzata da una nuova copertina e da due bonus track.

## Tracce

### Edizione del 1998
1. Touch – 3:15
2. 90° – 3:18
3. Meat – 3:18
4. Swellfish – 4:38
5. By My Fay – 2:25
6. Big Hole Man – 3:32
7. Tutto quello che ho sempre voluto – 3:33
8. Nosedive – 3:36
9. Walk like an Egyptian – 4:25 – originariamente interpretata dai The Bangles
10. Headtide – 3:34

### Edizione del 2000
1. Touch – 3:12
2. By My Fay – 2:22
3. Headtide – 3:32
4. Meat – 3:17
5. Nosedive – 3:36
6. 90° – 3:17
7. Big Hole Man – 3:30
8. Tutto quello che ho sempre voluto – 3:32
9. Swellfish – 4:39

Tracce bonus nella riedizione del 2006
1. Walk like an Egyptian – 4:25 – originariamente interpretata dai The Bangles
2. Touch (Live - Total Rock Session)

## Formazione
Gruppo
- Emi – voce, produzione
- Nitto – voce, produzione
- Chinaski – chitarra, produzione
- Dade – basso, produzione
- Tozzo – batteria, produzione

Produzione
- Carlo Ortolano – produzione, registrazione, missaggio, mastering

## Date di pubblicazione
| Paese  | Data di pubblicazione | Formati               | Etichetta |
| ------ | --------------------- | --------------------- | --------- |
| Italia | novembre 1998         | CD                    | Collapse  |
| Europa | aprile 2000           | CD, LP                | Earache   |
| Europa | 27 novembre 2006      | CD, download digitale | Earache   |